# Fünfeckszahl

Ineinandergeschachtelte Fünfecke aus 22 Kugeln

Eine Fünfeckszahl oder Pentagonalzahl ist eine Zahl, die das Konzept der Dreiecks- und Quadratzahlen auf das regelmäßige Fünfeck erweitert. Allerdings ist das dabei entstehende Muster weit weniger symmetrisch als das der Dreiecks- und Quadratzahlen. Die {\displaystyle n}-te Fünfeckszahl entspricht der Anzahl der Kugeln, die man zum Legen eines Musters mit {\displaystyle n} regelmäßigen Fünfecken benötigt, die eine gemeinsame Ecke haben.
Für eine figural gleichmäßige Bedeckung siehe →Zentrierte Fünfeckszahl.
Die ersten (nicht zentrierten) Fünfeckszahlen sind
0, 1, 5, 12, 22, 35, 51, 70, 92, 117, 145, … (Folge A000326 in OEIS)
Bei einigen Autoren ist die Null keine Fünfeckszahl, sodass die Zahlenfolge erst mit der Eins beginnt.
Die {\displaystyle n}-te Fünfeckszahl lässt sich mit der Formel
{\displaystyle {\frac {n(3n-1)}{2}}}
berechnen.
Die wichtigste Aussage über Fünfeckszahlen ist der Pentagonalzahlensatz.

## Fünfeckszahlen der zweiten Art
Setzt man für {\displaystyle n} eine negative ganze Zahl ein, so bekommt man Fünfeckszahlen zweiter Art oder auch Kartenhauszahlen. Kartenhauszahlen deswegen, weil die Zahlen angeben, wie viele Karten benötigt werden, um ein Kartenhaus mit {\displaystyle n} Etagen zu bauen.
{\displaystyle {\frac {n(3n-1)}{2}}={\frac {m(3m+1)}{2}}} für {\displaystyle m=-1\cdot n} und {\displaystyle n\leq 0}
Die Folge der Kartenhauszahlen beginnt: {\displaystyle 0,2,7,15,26,40,57,\dots } (Folge A005449 in OEIS)
Die Kartenhauszahlen lassen sich als Summe von Dreieckszahlen erzeugen:
|                                               |
| Kartenhauszahlen als Summe von Dreieckszahlen |

{\displaystyle 2\cdot {\frac {m(m+1)}{2}}+{\frac {(m-1)m}{2}}={\frac {m(3m+1)}{2}}}